# Tweede verhandeling van de grote Seth
De Tweede verhandeling van de grote Seth is een gnostisch geschrift, dat in een Koptische vertaling onderdeel was van de vondst van de Nag Hammadigeschriften in 1945. Er moet een oorspronkelijk Griekse tekst zijn geweest, maar daar is nooit iets van gevonden. 
In het Bijbelboek Genesis is Seth na Kaïn en Abel de derde zoon van Adam en  Eva. Met name in de literatuur van de gnostische stroming, die aangeduid wordt als het sethianisme heeft Seth de rol van de geestelijke vader en de hoeder van het geslacht van de gnostici. In een aantal gnostische teksten wordt hij gelijkgesteld met Jezus Christus en heeft hij de rol van de verlosser. In dit werk komt echter de naam van Seth buiten de in de Koptische vertaling bewaard gebleven Griekse titel niet voor. Er is ook nooit een aanwijzing gevonden voor het bestaan van een Eerste verhandeling van de grote Seth.
De Tweede verhandeling van de grote Seth is een sterk polemische tekst. In die zin heeft het overeenkomsten met de Brief van Petrus aan Filippus en de Gnostische Openbaring van Petrus. Het verdedigt het gnostische standpunt over de kruisigingsdood, dat de goddelijke Christus de mens Jezus voor de dood aan het kruis heeft verlaten. De gekruisigde Jezus is dus slechts een lichamelijk omhulsel. In de gnostiek wordt de kruisiging gezien als een nederlaag van de demiurg en zijn boze machten. Zij zijn niet in staat geweest de Verlosser te doden. 
De onbekende auteur van de Tweede verhandeling van de grote Seth neemt hard stelling tegen de orthodoxe opvattingen op dat punt en tegen de zich ontwikkelende orthodoxe kerk meer in het algemeen. Uit het sterk polemische karakter van de tekst kan worden afgeleid, dat de oorspronkelijk Griekse tekst geschreven moet zijn op een tijdstip dat de scheiding tussen gnostische en niet-gnostische christenen al een voldongen feit was. Dat blijkt onder meer uit een passage waarin de herrezen Christus vermeldt dat de gnostici vervolgd werden.  Toen wij uit ons hemels huis gingen en naar de wereld kwamen..... werden wij gehaat en vervolgd. Het is dan ook aannemelijk, dat de oorspronkelijk Griekse tekst eind tweede, begin derde eeuw is ontstaan.

## Essentie van de inhoud
In het werk worden een aantal gnostische voorstellingen bij de lezer bekend geacht en dus maar summier aangeduid. De hoogste goddelijke zijnsvorm in het hier beschreven pleroma is de Volkomen Majesteit. In de gnostiek is pleroma de benaming voor de volheid, de structuur en  verblijfplaats van de goddelijke wereld. De Volkomen Majesteit bevindt zich in een licht, dat de Waarheid en de Moeder wordt genoemd. Daarnaast is er in het pleroma de Kerk (Ekklẽsia) aanwezig, zoals ook wel in bijvoorbeeld de Valentiniaanse Leerbrief voorkomt. Uit de Ekklẽsia komen de zielen van de volmaakten, de echte gnostici, voort en zij zullen daarheen ook weer terugkeren. Christus wordt voorgesteld als de Zoon van de Moeder. Het grootste deel van de tekst is een door de herrezen Christus uitgesproken monoloog, die zijn confrontatie met de boze machten, de wereldheersers, op aarde vertelt. 
Als Christus vanuit het pleroma afdaalt naar de wereld raken de wereldheersers, de archonten, de dienaren van de demiurg alsmede de mensen die zij beheersen in verwarring. Bij de laatsten wordt een zeker onderscheid gemaakt tussen de mensen die behoren tot de boze scheppergod Jaldabaoth en diegenen die behoren tot zijn zoon Adanaios. De eerste groep mensen is verdoemd tot de ondergang, maar voor de tweede groep is een vorm van verlossing niet onmogelijk. Een soortgelijke constructie met een zoon van de demiurg komt voor in het Wezen van de Wereldheersers. 
De boze wereldheersers kruisigen Jezus, maar bewijzen hiermee slechts hun onmacht. Christus zegt in de tekst Ik heb in het geheel niet geleden. Zij bestraften mij, ik stierf  niet echt, maar slechts in schijn. Uit de tekst wordt duidelijk dat het een ander was die geleden heeft, waarmee zijn lichamelijk omhulsel wordt bedoeld. Er is echter ook een passage in de tekst waarin staat  Een ander was die het het kruis op zijn schouder nam, namelijk  Simon. Een ander was het die zij de doornenkroon opzetten.....Ik lachte om hun onwetendheid .  
In de literatuur heeft dat aanleiding gegeven deze passage te verbinden met een opmerking van de gnosticus Basilides, die in een werk van Ireneüs van Lyon wordt geciteerd. In de opvatting van Basilides had Jezus nadat zijn werk verricht was Simon van Cyrene zo veranderd dat gedacht werd dat hij Jezus was. Jezus had dan ook het uiterlijk van Simon aangenomen en bij de kruisiging de wereldheersers uitgelachen. De vraag of de auteur van de Tweede verhandeling van de grote Seth ook echt aan die opmerking van Basilides refereert is echter niet met zekerheid te beantwoorden. 
Er is een lang tekstdeel in het werk waarin vrijwel alle belangrijke figuren uit het Oude Testament, zoals Adam , Abraham, Isaak, Jakob, Mozes, David en Salomo alsmede ook Johannes de Doper belachelijk worden gemaakt. Christus beschrijft hen als lachwekkende figuren die in dienst hebben gestaan van de boze wereldheersers en de mensen alleen maar verder in onwetendheid hebben gebracht en gehouden. Lachwekkend was Mozes, een trouw knecht. Door hem een vriend te noemen hebben zij een goddeloze getuigenis over hem afgelegd, omdat hij mij nooit gekend heeft, hij noch degenen die aan hem voorafgingen. Van Adam tot Mozes en Johannes de Doper heeft niemand van hen mij noch mijn broeders gekend
Christus keert zich ook tegen de orthodox kerkelijke instituties. Zij maken  een imitatie van de hemelse kerk door een leer over een dode en leugens te verkondigen, om zo de vrijheid en zuiverheid van de volmaakte Kerk (Ekklẽsia) te imiteren. 